# Mohamed Nasheed
Mohamed Nasheed (dhivehi : މުހައްމަދު ނަޝީދު), « Anni » pour ses partisans, né le 17 mai 1967 à Malé (Maldives), est un homme d'État maldivien, président de la République de 2008 à 2012.
Il est l'une des principales figures de l'opposition au président Maumoon Abdul Gayoom, ce qui lui vaut d'être emprisonné à plusieurs reprises puis de s'exiler au Royaume-Uni et au Sri Lanka. Il est ensuite élu à sa succession en 2008. Il démissionne en 2012 après une mutinerie des forces de sécurité.
Candidat à l'élection présidentielle de 2013, il est battu de peu et dans des circonstances controversées par Abdulla Yameen, demi-frère de l'ancien président. Il devient ensuite président du Parti démocratique maldivien en 2014 et chef de l'opposition à Yameen. De nouveau emprisonné de 2015 à 2016 après une condamnation controversée, il part en exil entre le Royaume-Uni et le Sri Lanka. La coalition d'opposition, muselée, composée de la majorité des grands partis, et dont les membres, dont Gayoom, sont emprisonnés et alors que la candidature de Nasheed est invalidée, remporte finalement la présidentielle de 2018 après avoir présenté la candidature d'Ibrahim Mohamed Solih. Il retourne ensuite au pays puis la Cour suprême casse sa condamnation.

## Biographie

### Études
Il est titulaire d'une licence d'études maritimes, obtenue à l'Université de Liverpool John Moores au Royaume-Uni en 1989, et a également effectué des études au Sri Lanka,,.

### Militant des droits de l'homme et opposant à Gayoom
Il est journaliste et militant des droits de l'homme avant d'entrer en politique,. Il est arrêté une première fois en 1990, après avoir publié un article dénonçant des actes de corruption du gouvernement. En 1991, Amnesty International le décrit comme un prisonnier d'opinion. Il passe une partie des années qui suivent en prison, en résidence surveillée ou en exil interne sur un atoll loin de la capitale. Ses deux filles naissent pendant qu'il purge dix-huit mois d'isolement carcéral,. Il est élu député en 1999, représentant la capitale (Malé) au Parlement, mais est bientôt destitué et emprisonné à nouveau. En novembre 2001, il est « condamné à une peine de deux ans et demi d'interdiction de séjour » pour « vols de biens appartenant à l'État non spécifiés ». Amnesty International déclare alors : « Il est possible que les poursuites judiciaires engagées contre cet homme aient été motivées par des considérations politiques. Amnesty International craint par conséquent que Mohamed Nasheed ne soit un prisonnier d'opinion ».
En novembre 2003, il quitte le pays et obtient l'asile politique au Royaume-Uni,.
En 2005, de retour au pays, Nasheed initie une « campagne de désobéissance civile non-violente », pour accélérer la transition vers la démocratie. Il est arrêté lors d’une manifestation pacifique à Malé, inculpé pour sédition et de nouveau emprisonné. Amnesty International déclare que « son arrestation avait été motivée par des considérations politiques ». Il est libéré en septembre 2006. En tout, entre 1990 et 2008, il aura été incarcéré seize fois.

### Élection présidentielle de 2008
Nasheed est le candidat du Parti démocratique maldivien à l’élection présidentielle du 8 octobre 2008. Il s'agit des premières élections multipartites dans l'histoire du pays ; avant cela, le président Gayoom fut le seul candidat autorisé lors de six élections consécutives. Nasheed obtient 25 % des suffrages au premier tour, terminant deuxième derrière le président sortant Maumoon Gayoom. Qualifié pour le second tour, il l'emporte le 28 octobre suivant avec 54,2 % des voix, contre 46,7 % à son adversaire. Il prend ses fonctions de président des Maldives le 11 novembre 2008.

### Président de la République

#### Politiques
Nouvellement élu, Nasheed annonce pour objectif que le pays atteigne la neutralité carbone en dix ans. Le 17 octobre 2009, il organise un conseil des ministres à trois mètres sous le niveau de la mer, afin d'alerter l'opinion publique mondiale sur le risque de disparition à terme de son pays et des autres membres de l'AOSIS (Alliance des petits États insulaires) en raison de l'élévation du niveau des eaux suscitée par le réchauffement climatique. Lors de la conférence de Copenhague de 2009 sur le climat, Nasheed confère à des journalistes le statut de membres de la délégation officielle maldivienne, afin qu'ils puissent pénétrer avec leurs caméras derrière les portes fermées et révéler au monde ce qui s'y dit et s'y produit. Il fait de la sensibilisation du monde aux conséquences du changement climatique l'une des priorités de sa présidence, affirmant que sa lutte contre le changement climatique est tout aussi importante que la lutte qu'il a menée pour la démocratie dans son pays. Il suggère également que, la montée des eaux étant sans doute inéluctable, il chercherait à acheter, quelque part, une large parcelle de terre pouvant accueillir la totalité de la population maldivienne, le temps venu. En 2011, le film documentaire américain The Island President (en) est consacré à ses efforts concernant le changement climatique,.
Time magazine le décrit en 2009 comme l'un des « héros de l’environnement » et un « visionnaire ». Foreign Policy le classe 37e sur sa liste des cent grands penseurs de l'année 2010. La même année, Newsweek le décrit comme l'un des dix dirigeants nationaux les plus respectés au monde.

#### Démission
Début 2012, il doit faire face à des manifestations de conservateurs musulmans qui l'accusent d'être trop libéral, et même « anti-islamique » (ils s'opposent également au fait que des touristes israéliens aient le droit de visiter le pays). Dans le même temps, la hausse des prix fragilise la popularité du président ; il est accusé de l'avoir provoquée par ses politiques de lutte contre le déficit budgétaire. Enfin, et surtout, en janvier il ordonne à l'armée de procéder à l'arrestation d'Abdulla Mohamed, président de la Cour suprême, l'accusant de protéger des membres de l'ancien régime. Les partis d'opposition ainsi que la Cour suprême dénoncent une arrestation « anticonstitutionnelle » ; des manifestants qualifient Nasheed de « dictateur ». Le 6 février, des policiers attaquent un siège du Parti démocrate (le parti du président). Le 7, l'armée disperse une manifestation de policiers et d'autres manifestants au moyen de gaz lacrymogène ; l'armée conseille ensuite à Nasheed de démissionner. Celui-ci démissionne le jour même, expliquant qu'il souhaite éviter des débordements violents. Le vice-président Mohammed Waheed Hassan le remplace, et ordonne la libération d'Abdulla Mohamed. Peu après, Nasheed déclare qu'il a démissionné sous la contrainte des armes : des soldats en armes l'auraient entouré « et m'ont dit qu'ils n'hésiteraient pas à s'en servir si je ne démissionnais pas ». Waheed dément cette version des faits. Nasheed dénonce un « coup d'État islamiste ».
Au lendemain de sa démission, Nasheed publie un article dans le New York Times, accusant les juges choisis par Gayoom d'avoir « protégé l'ancien président, les membres de sa famille et ses alliés politiques, dont beaucoup sont accusés de corruption, de détournement de fonds et de violations des droits de l'homme ». Il ajoute que la liberté d'expression qu'il (Nasheed) a instaurée a été détournée par des « islamistes extrémistes. Des ministres de l'ancien président ont lancé des injures antisémites et anti-chrétiennes contre mon gouvernement, accusant d'apostasie tous ceux qui cherchaient à défendre les traditions islamiques libérales de notre pays, et affirmant que la démocratie leur donne, ainsi qu'à leurs alliés, le droit d'appeler à un jihad violent et de proférer des paroles de haine ». Concernant l'arrestation d'Abdulla Mohamed, il écrit : « Il me semble que je n'avais pas d'autre choix que de faire ce que j'ai fait ».
Le 8 février, un porte-parole de la police indique que la police a trouvé de nombreuses bouteilles d'alcool dans les ordures de la résidence présidentielle. La consommation d'alcool étant illégale en dehors des stations touristiques, des poursuites sont envisagées contre Nasheed, qui risquerait jusqu'à trois ans de prison, ou l'exil interne sur une île loin de la capitale.
Olivier Guillard, chercheur associé à l'IRIS, indique : « Mohamed Nasheed était très attendu sur le volet démocratique pendant son mandat. Il avait cependant déçu, parce qu’il s'était heurté à une résistance au sein de l'administration et dans le secteur public qu'il n’a pas su dépasser ».

### Après la présidence

#### Arrestations

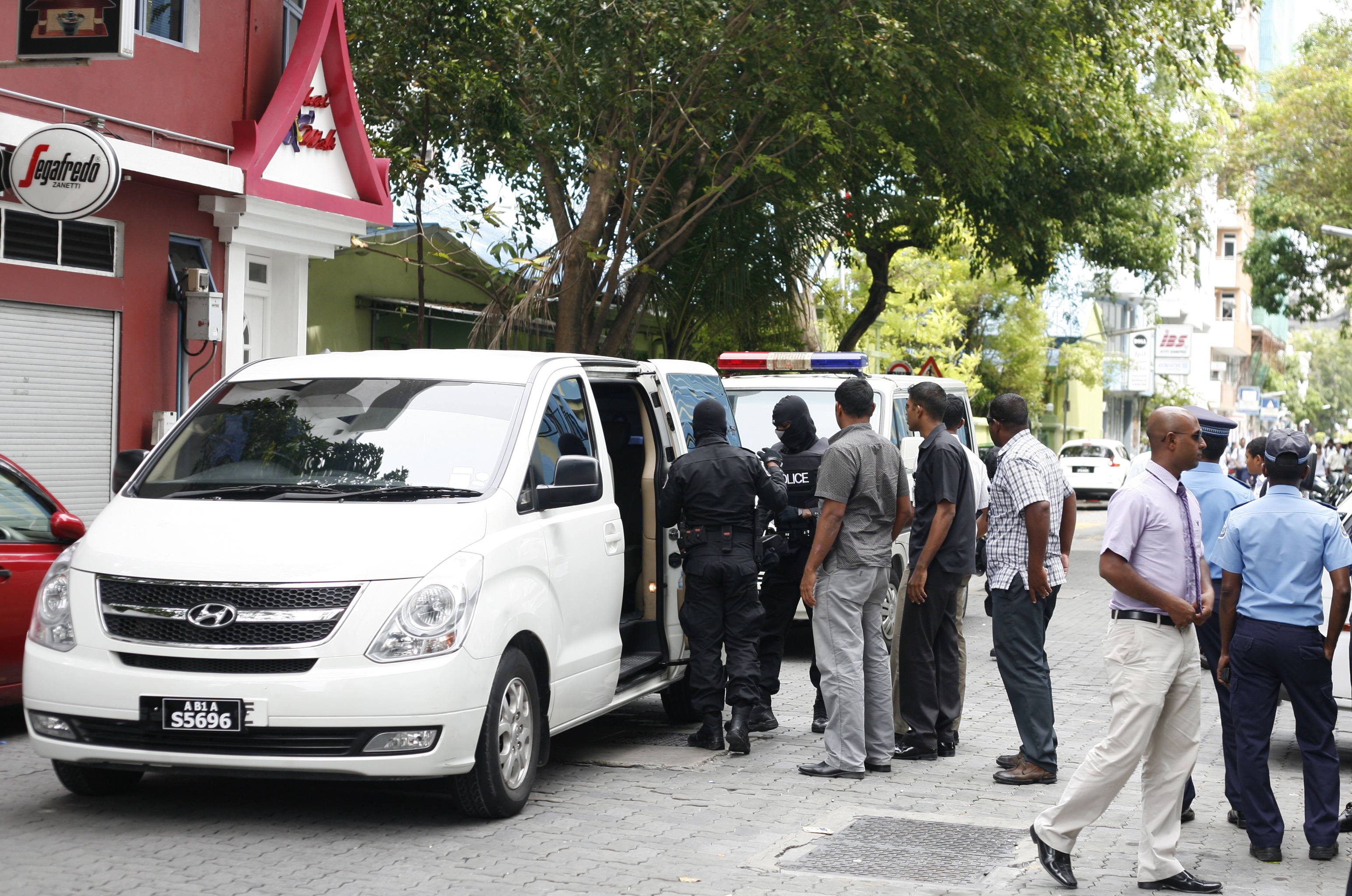
Nasheed, réfugié à l'ambassade d'Inde aux Maldives.

Il est arrêté le 7 octobre 2012 pour avoir refusé de comparaitre en justice pour l'affaire de l'arrestation d'un juge en 2012. Il est accusé d'abus de pouvoir, puis libéré dès le lendemain, l'audience se tenant le 4 novembre.
Il est de nouveau arrêté le 5 mars 2013, après avoir pourtant eu la garantie de ne pas être arrêté, après s'être réfugié à l'ambassade d'Inde. Amnesty International dénonce une « justice sélective ».

#### Élection présidentielle de 2013
Le 7 septembre, il arrive largement en tête du premier tour de l'élection présidentielle de 2013 avec 45,45 % des voix devant Abdulla Yameen (25,35%), demi-frère de Maumoon Abdul Gayoom, Gasim Ibrahim (24,07%), homme d'affaires du secteur du tourisme et Mohamed Waheed (5,13%), président sortant.
Le second tour, prévu le 28 septembre, est reporté par la Cour suprême, décision qui suscite de nombreuses réactions internationales dont celle du secrétaire général de l'ONU Ban Ki-moon. Le 7 octobre, la Cour suprême décide d'annuler les résultats du premier tour et ordonne qu'il soit de nouveau organisé le 19 octobre. Cependant, la police intervient le jour du scrutin pour empêcher les électeurs de voter. Nasheed reclame sans succès la démission de son ancien colistier, Mohammed Waheed Hassan, qui lui avait succédé en 2012.
Enfin, le 9 novembre, le premier tour est de nouveau organisé et marqué une fois de plus par l'arrivée en tête de Nasheed avec 46,93 % des voix. Malgré cet écart, il enregistre une défaite face à Abdulla Yameen, qui remporte l'élection le 16 novembre avec 51,3 % des voix.

#### Procès et détention
Le 22 février 2015, il est de nouveau arrêté pour « terrorisme » au sujet de l'affaire du juge, et, le lendemain, la justice refuse sa libération conditionnelle. Le 13 mars 2015, il est finalement condamné à treize ans de prison. Il est défendu par l'avocate Amal Clooney. Selon Amnesty International, l'ONU aurait dénoncé un « procès arbitraire ».
Sa condamnation est confirmée en 2016 par la Cour suprême.

#### Exil au Royaume-Uni et au Sri Lanka
En mars 2016, il est autorisé à se rendre au Royaume-Uni pour des soins médicaux. Le 21 mai 2016, le pays lui accorde finalement l'asile politique. Il monte alors une coalition avec plusieurs partis, dont une formation islamiste. Le 26 mars 2017, il noue une alliance avec son ancien rival Maumoon Abdul Gayoom.
Le 2 février 2018, considérant sa condamnation comme « politiquement motivée », la Cour suprême décide de casser le jugement et Nasheed annonce dans la foulée sa candidature à l'élection de novembre 2018, à la tête d'une coalition hétéroclite d'opposition. Le 5 février, le président Abdulla Yameen, refuse d'appliquer la décision, malgré la demande de l'ONU et fait remarquer que selon lui, la Cour suprême « n'est pas au-dessus des lois », puis assiège les bureaux de la Cour suprême, suspend le parlement, au sein duquel il vient de perdre la majorité après une autre décision de la Cour suprême ordonnant la réintégration des députés récemment passés dans l'opposition, limoge le chef de la police, fait arrêter son demi-frère, l'ancien président Maumoon Abdul Gayoom et décrète l'état d'urgence. Dans la soirée, il fait également arrêter deux juges de la Cour suprême, dont son président Abdulla Saeed, et Ali Hameed. Il justifie cela par une « conspiration » et un « coup d'État ». Nasheed appelle alors l'Inde et les États-Unis, à intervenir. Finalement, les trois juges de la Cour suprême restés en liberté décident d'annuler la décision. L'ONU dénonce alors une « attaque contre la démocratie ».
Le 29 juin 2018, il renonce à se présenter à l'élection présidentielle maldivienne de 2018 après le refus de la commission électorale de valider sa candidature. Ibrahim Mohamed Solih est choisi à sa place. Durant la campagne, les médias n'ont pas couvert la campagne électorale d'Ibrahim Mohamed Solih, de crainte de représailles. Le soir du scrutin du 23 septembre, les estimations des résultats le donnent largement vainqueur,. La commission électorale a ensuite confirmé ces résultats durant la nuit du 23 au 24 septembre. Abdulla Yameen reconnaît publiquement sa défaite le 24 septembre.

#### Retour aux Maldives et annulation de sa condamnation

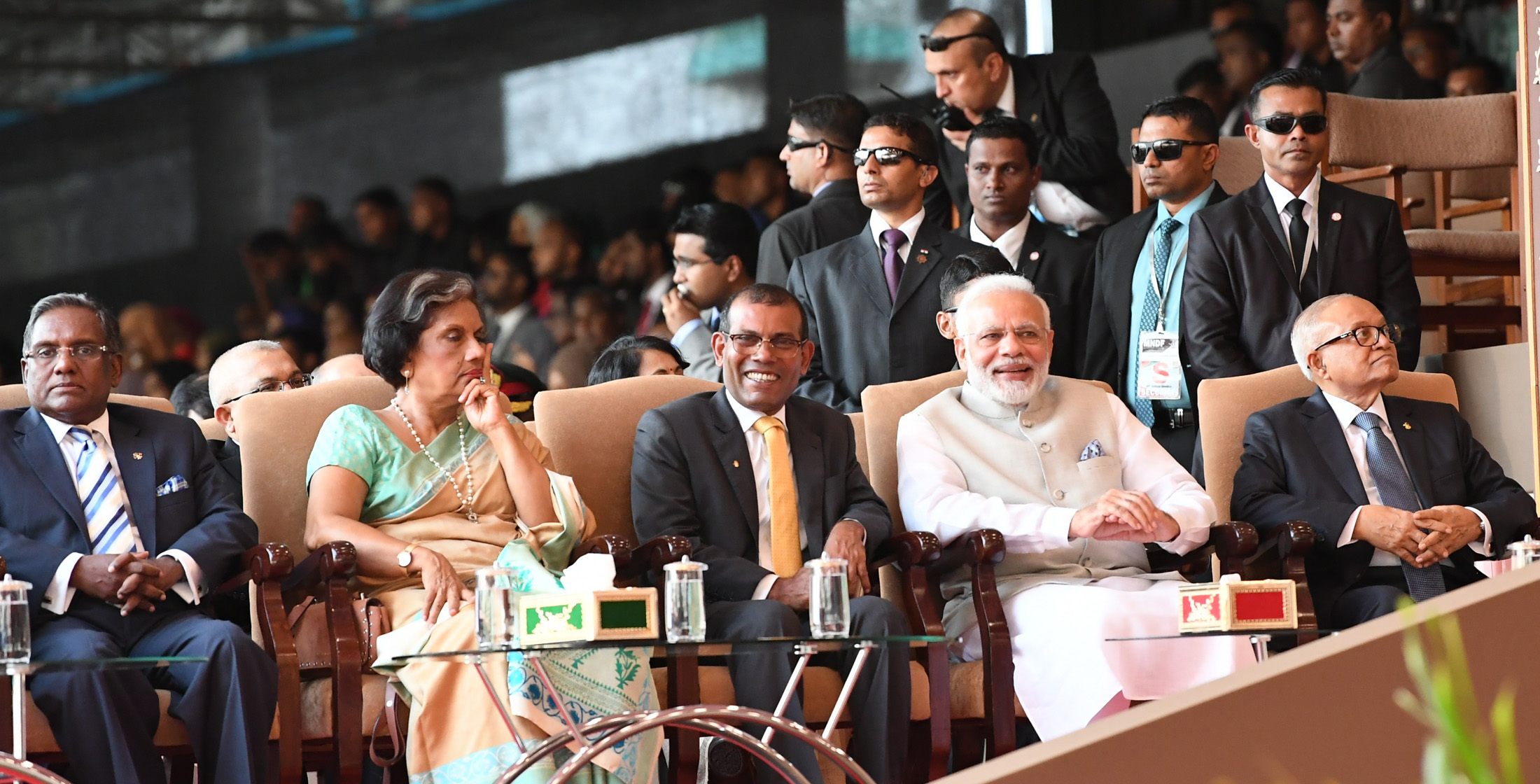
Mohammed Nasheed (au centre) en 2018, lors de l'investiture d'Ibrahim Mohamed Solih.

Le 1er novembre 2018, après la suspension par la Cour suprême de sa peine de prison en attendant son procès en appel, il retourne au pays. Le 26 novembre, la Cour suprême casse sa condamnation, estimant qu'il n'aurait pas dû être poursuivi.

#### Élections législatives de 2019
Le 6 avril 2019, son parti, le MDP, remporte plus des deux tiers des sièges du Conseil du peuple lors des élections législatives, une première pour un parti depuis l'avènement du multipartisme en 2008, alors que Nasheed, lui-même élu député, promet la mise en place d'un régime parlementaire. Le 28 mai suivant, il est élu président de l'assemblée.
Le 6 mai 2021, il est blessé dans un attentat à la bombe.